# Mustela putorius anglia
Mustela putorius anglia es una subespecie de  mamíferos carnívoros  de la familia Mustelidae subfamilia Mustelinae.

## Distribución geográfica
Se encuentra en Gales.